# Gerardo Castillo
Gerardo Jesús Castillo Mejías (Granada, España; 3 de enero de 1955) fue un futbolista español que se desempeñaba como defensor.

## Clubes
| Club       | País   | Año         |
| ---------- | ------ | ----------- |
| Granada CF | España | 1976 - 1979 |
| Real Betis | España | 1979 - 1981 |
| Granada CF | España | 1981 - 1984 |